# Portopalo di Capo Passero
Portopalo di Capo Passero ist eine Gemeinde im Freien Gemeindekonsortium Syrakus in der Region Sizilien in Italien mit 3817 Einwohnern (Stand 31. Dezember 2023).

## Geographie
Portopalo di Capo Passero liegt 60 Kilometer südwestlich von Syrakus an der Südspitze Siziliens. Die Einwohner arbeiten hauptsächlich in der Fischerei und im Tourismus.
Zu dem Gebiet der Gemeinde gehören zwei unbewohnte Inseln, die Isola di Capo Passero mit dem Capo Passero und die Isola delle Correnti. Die Nachbargemeinde ist Pachino.

## Geschichte
Das Gebiet, das heute Portopalo umfasst, war schon in der Antike besiedelt. Das Dorf erhielt verschiedene Namen: zunächst Capo Pachino, später Terra Nobile und schließlich Porto Palo. Der eigentliche Gründer von Portopalo ist Don Gaetano Deodato e Moncada, der 1778 das Gebiet erwarb und 1792 auf eigene Kosten etwa hundert Häuser errichten ließ. Bis der Ort 1975 selbständig wurde, war er ein Ortsteil von Pachino. In der Nacht vom 25. auf den 26. Dezember 1996 kamen beim Untergang von F 174 mindestens 283 Migranten aus Indien, Sri Lanka und Pakistan vor Portopalo am Kap Passaro ums Leben.

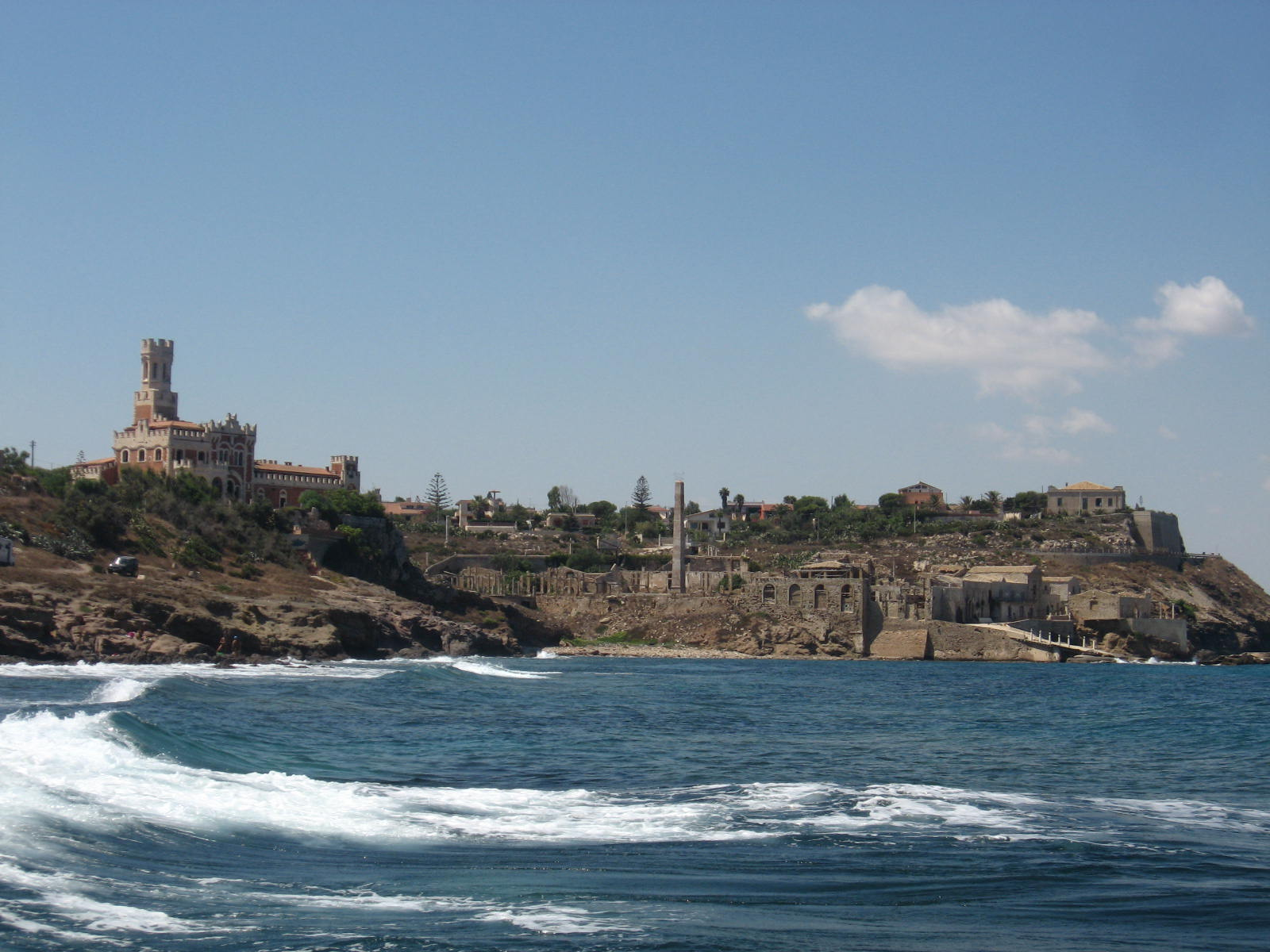
Blick auf das Castello Tafuri und die Tonnara
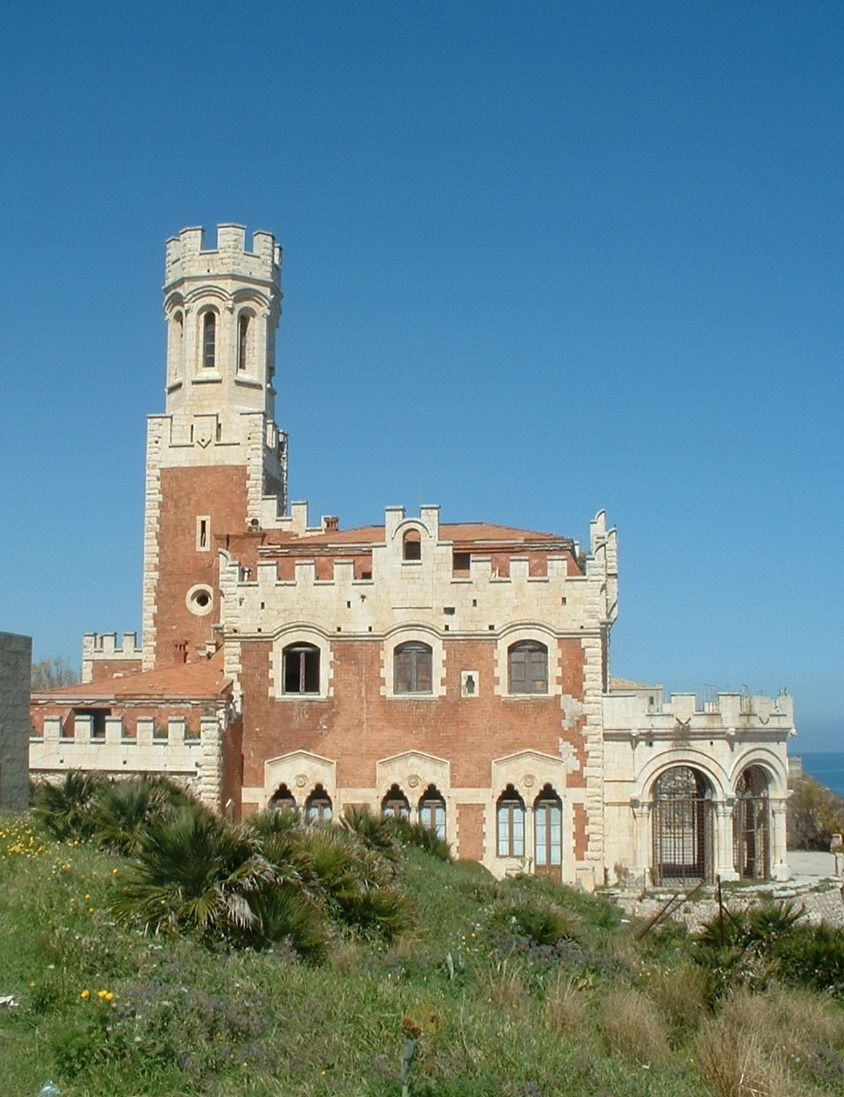
Castello Tafuri, erbaut 1933
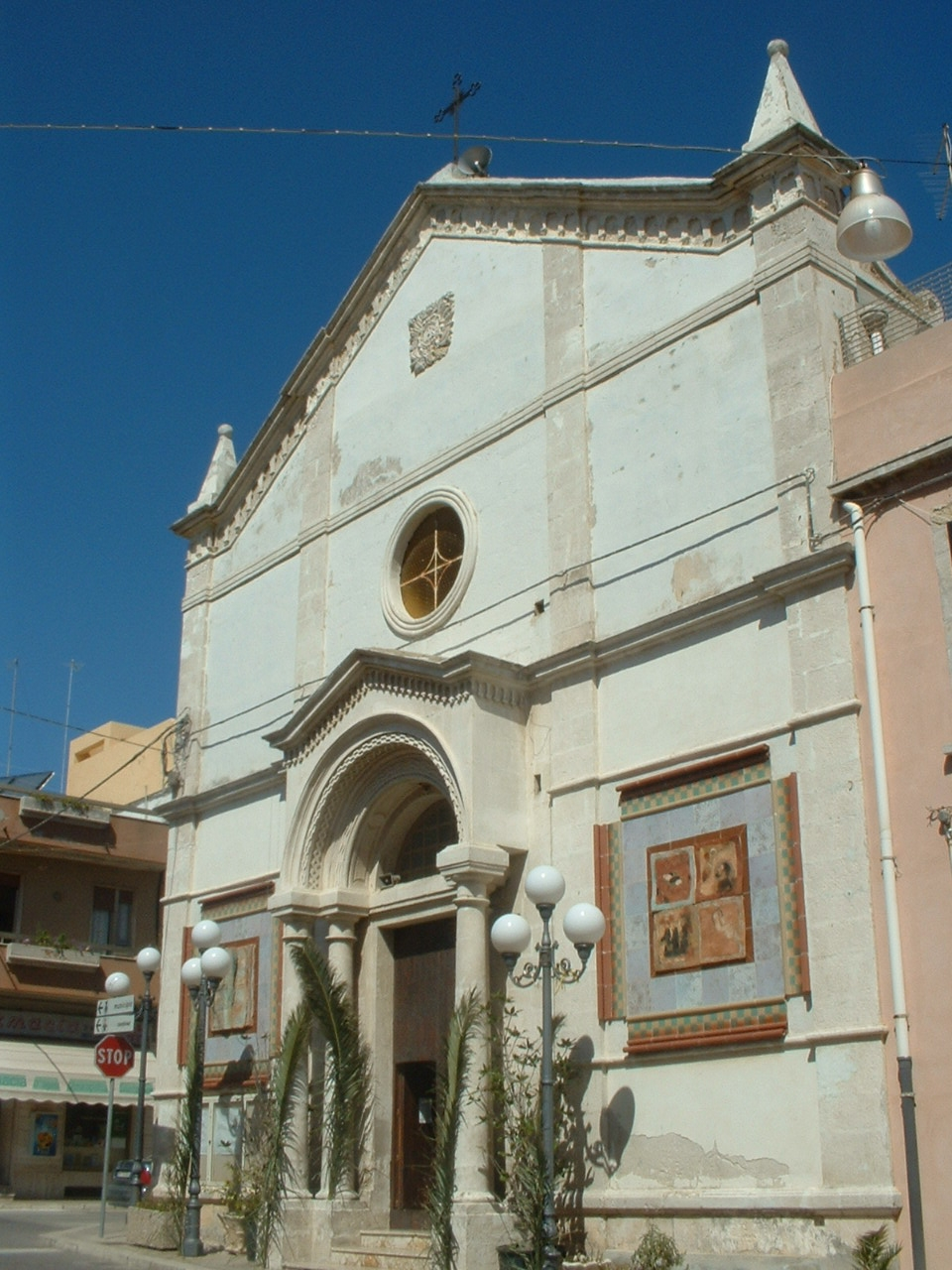
Kirche San Gaetano, erbaut 1927
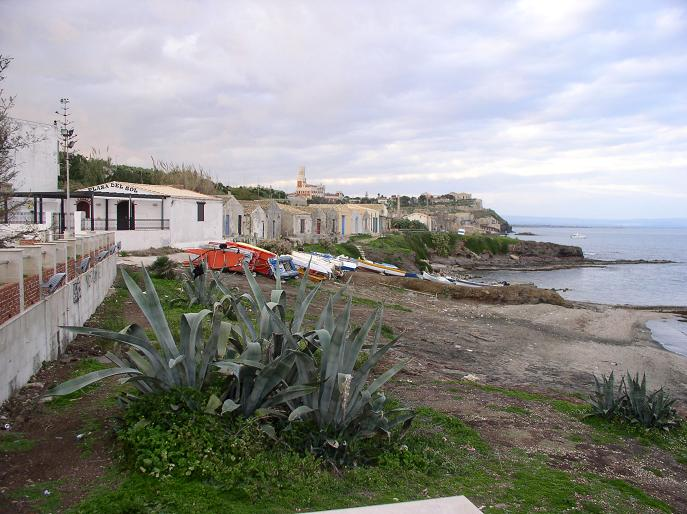
Blick auf Portopalo
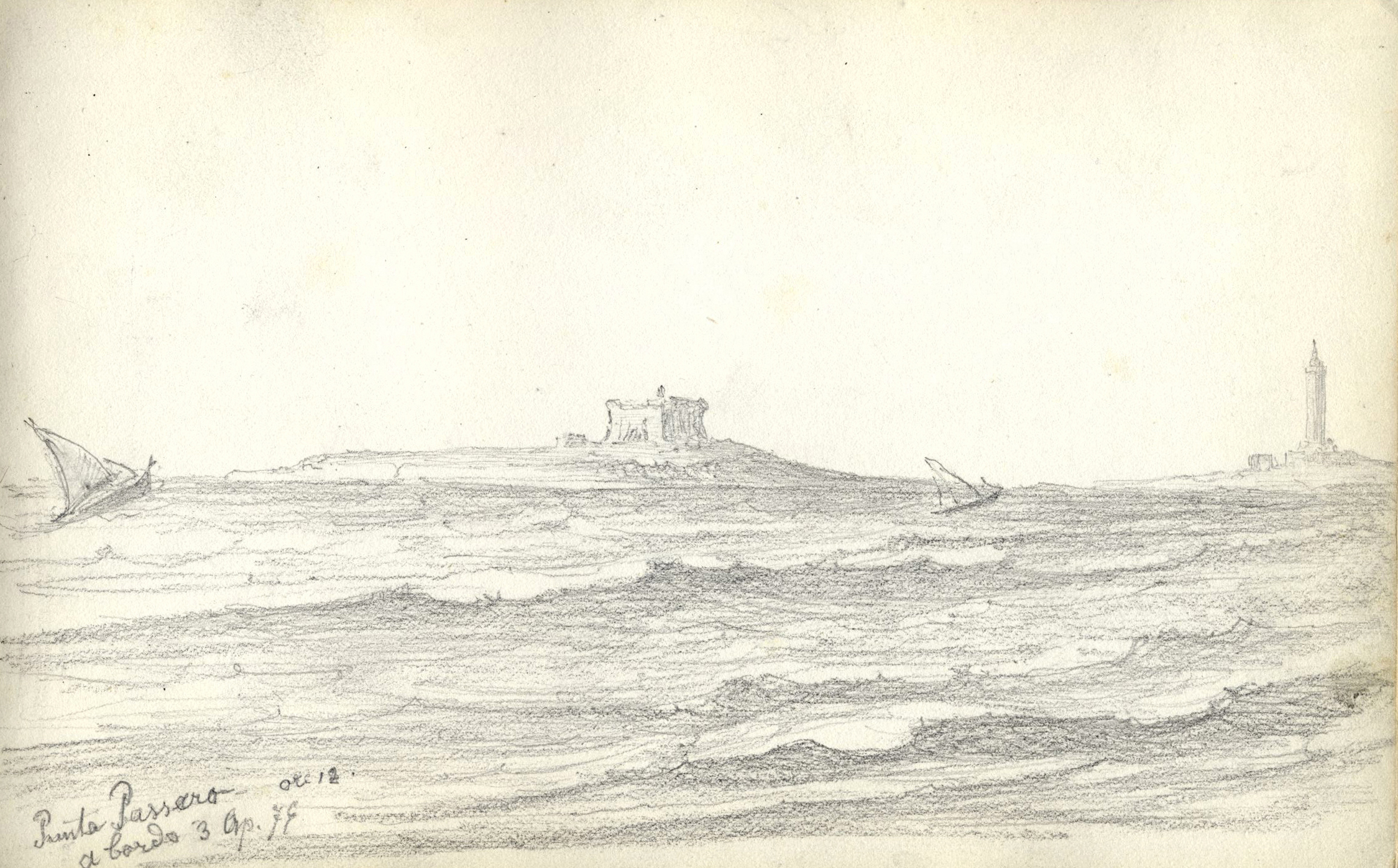
Anna Susanna Fries. Skizze 1876. Portopalo di Capo Passero

## Belege
1. ↑  Bilancio demografico e popolazione residente per sesso al 31 dicembre 2023. ISTAT. (Bevölkerungsstatistiken des Istituto Nazionale di Statistica, Stand 31. Dezember 2023).
2. ↑  Cenni storici (Memento des Originals vom 26. August 2011 im Internet Archive)  Info: Der Archivlink wurde automatisch eingesetzt und noch nicht geprüft. Bitte prüfe Original- und Archivlink gemäß Anleitung und entferne dann diesen Hinweis. auf der Website der Comune di Portopalo (ital.)
3. ↑  Karl Hoffmann: Die verschwiegene Tragödie im Mittelmeer. Deutsche Welle, 30. Dezember 2006, abgerufen am 5. Oktober 2019.